# 1858 na Venezuela
Esta é uma cronologia dos principais fatos ocorridos no ano de 1858 na Venezuela.

## Eventos

### Janeiro
- 23 de janeiro: Após uma informação que garantiu que ambos conservadores e liberais planejavam uma revolta, o Presidente José Tadeo Monagas faz alterações em seu gabinete de ministros.

### Fevereiro
- O Governo de Monagas decretou uma anistia geral para os presos políticos, procurando aplacar as tendências de rebelião  contra ele. No entanto, as mesmas preparações continuou, citando data de início entre 8 e 10 de Março.
- 8 de fevereiro: Venezuela assinou um Tratado de Amizade, Comércio e Navegação com a Bélgica.

### Março
- O governo fez detenções e prisões, esperando para acabar a rebelião.
- 3 de março: O comandante militar do movimento, Gabriel Guevara se ausenta misteriosamente da sede e foge por Puerto Cabello com destino a Caracas. Os conspiradores adiantam alguns dias a data do movimento.
- 04 março: Os rebeldes deixam Caracas à noite.
- 5 de Março:
  - Os comandantes Nicolas Andrés Avelino Pinto Brito e mobilizar o batalhão de sapadores de Las Adjuntas e tomar La Victoria de surpresa.
  - A Revolução de Março começa formalmente ao explodir em Valencia a revolta de conservadores e liberais contra o governo. Foi composto pelos conservadores Manuel Felipe Tovar, Fermín Toro, Juan Bautista Mijares, Mauricio Berrizbeitia, Miguel Herrera e Ramón Yépez, e liberal Wenceslao Urrutia, Manuel María Echeandía, Nicolás Brito e Mariano Tirado. Os envolvidos na rebelião proposto chefe como militar para o então governador da província de Carabobo, Julián Castro, que aceita a nomeação. Castro proclamou a revolução na cidade e enviou dLeon Febres Cordero a erto Cabello.
- 06 março: Na notícia do levante, Monagas envia para a província Gabriel Guevara, que foi feito prisioneiro, Joseph Desiderio Trias, este com 300 soldados. De tarde, nomeia Carlos Luis Castelli como ministro da guerra e navios com 700 soldados. Castelli se encontra em El Consejo com Trías .
- 12 de março: Castro está com tropas em La Victoria, a menos de dez quilómetros do Conselho. Envia uma mensagem para Castelli convidando-o a reconhecer a rejeição popular de Monagas e evitar uma guerra civil.
- 13 mar: O General Justo Briceño bloqueia o porto de da cidade de La Guaira com alguns navios tirados de Puerto Cabello.
- 15 de março: O Congresso se recusa a emitir uma declaração de apoio Monagas. Reconhecendo que não tinha apoio popular e militar, Monagas decide renunciar a presidência e se refugia na legação da França. Pedro Gual permanece como presidente do governo provisório. Com este fato acaba de Revolução de Maio, sem derramar sangue.
- 18 de março: Julián Castro entra vitorioso em Caracas.
- 19 de marco: Castro assumiu as rédeas do país como comandante supremo do Exército Popular de Libertação, e dirige uma proclamação convidando o país a reconciliação nacional. No mesmo dia, o novo governo faz um convite a José Antonio Paéz e Carlos Soublette para voltar para casa.
  - Os estados declaram um por um seu apego ao novo governo nacional.
- 25 de março: Sob pressão do Reino Unido e França,  Wenceslao Urrutia patrocina, sem a permissão do novo governo, um protocolo assinado em legação da França, em que a entrega de uma passagem segura para que o presidente deposto deixasse a Venezuela na primeira oportunidade.
- 27 março: O governo Castro decretou que todos os funcionários que trabalhavam na administração pública durante os governos dos irmãos Monagas sejam levados a julgamento, o que gerou muita agitação no país.
  - Muitos liberais que tinham acompanhado Castro em março da revolução começam a distanciar-se do governo.
  - José Gregorio Monagas é preso pelo novo governo.

### Abril
- 19 de abril: É convocada uma Convenção Nacional para elaborar uma nova Constituição. Foi decidido que ela ocorreria em Valencia, em 5 de julho.

### Maio
- 5 de maio: Navios da Marinha Francesa e da Marinha Real Britânica ocupam La Guaira como forma de pressionar o país para exigir o pagamento e valores devidos a esses países.
- 6 de maio: O governo concordou uma indenização aos colonos judeus que foram expulsos da cidade de Coro após o massacre de 1855.

### Junho
- 07 junho: Vários liberais como Juan Crisóstomo Falcón, Ezequiel Zamora, Antonio Leocadio Guzmán, e outros, são expulsos do governo.

### Julho
- 5 de julho: É solenemente instalado a Convenção Nacional em Valencia no templo da cidade de San Francisco. A instalação foi feita com uma grande maioria dos deputados conservadores, como muitos liberais escolheram o caminho da insurreição.
- 8 de julho: A Convenção realiza a votação para nomear o Presidente interino, com Julián Castro, Pedro Gual, Manuel Felipe Tovar e Fermín Toro como candidatos para o cargo. Castro foi nomeado, ao receber 92 dos 107 votos.
- 14 de julho: Regino Sulbarán se rebela contra o governo Castro em Boca del Monte, junto com José Antonio Linares em Carrao. Foi o primeiro antecedente armado direto da Guerra Federal.
- 15 de julho: José Gregorio Monagas adoece. Ele é movido de San Carlos de la Barra Fortaleza para Maracaibo, mas morreu no caminho.
- 26 de julho: Castro é empossado como presidente provisório (12 ° presidente da Venezuela).
- 30 de julho: O conservador Rafael Romero é surpreendido e derrotado por Linares em Trapichito.

### Agosto
- 5 de agosto: A Convenção dá poderes especiais para Castro para resolver o conflito diplomático provocado pelo Protocolo de Urrutia.
- 16 de agosto: Um grupo de liberais saem de Caracas em direção ao Cerro El Avila esperando militarmente tomar La Guaira, apenas para ser derrotado por Carlos Soublette sem disparar um tiro, na cidade de Galipán. O fato é lembrado como La Galipanada.
- 21 de agosto: O governador de Portuguesa, Leon Cazorla, supera o liberal Silverio Blanco Escalona em Samán Blanco.
- 28 de agosto: Os esquadrões navais da França e do Reino Unido cessam a ocupação de La Guaira e se retiram da costa.

### Novembro
- 20 de novembro: A guarnição de Guanarito deserta e as autoridades abandonam a aldeia. Linares ocupa a cidade com suas tropas.

### Dezembro
- No início deste mês, já havia dois grupos guerrilheiros que operavam em Cojedes.
- 18 de dezembro: José Antonio Páez desembarcou em Cumaná, retornando ao país após ser convidado pela Convenção.
- 24 de dezembro: A Convenção Nacional aprovou a nova Constituição, que concede maior autonomia para as províncias, concedeu o sufrágio universal na eleição do Presidente, Vice-Presidente e funcionários públicos, e define o mandato presidencial de quatro anos. No entanto, ele não consagra à ideia de federalismo e restaura a pena de morte.
- 31 de dezembro: a nova Constituição é promulgada.

### Data indeterminada
- Após a instalação da Convenção Nacional, os liberais começaram a distribuir panfletos em que foi divulgado os benefícios do federalismo.

## Arte
- Retrato de Anita Tovar de Zuloaga, de Martín Tovar y Tovar.

## Livros
- Biografia de José Cecilio Ávila, de Juan Vicente González.

## Personalidades

### Nascimentos
- Victorino Márquez Bustillos (m. 1941), vigésimo nono presidente da Venezuela.[1][2]
- 27 de janeiro – Nicolás Rolando [es] (m. 1914), farmacêutico, político e militar, um dos líderes da Revolução Libertadora.
- 12 de outubro – Cipriano Castro (m. 1924), vigésimo sexto presidente da Venezuela.
- 15 de dezembro – Cristóbal Rojas [en] (m. 1890), pintor e artista plástico.

### Mortes
- 15 de julho – José Gregorio Monagas (n. 1795), décimo presidente da Venezuela.